# Université libre de Bruxelles

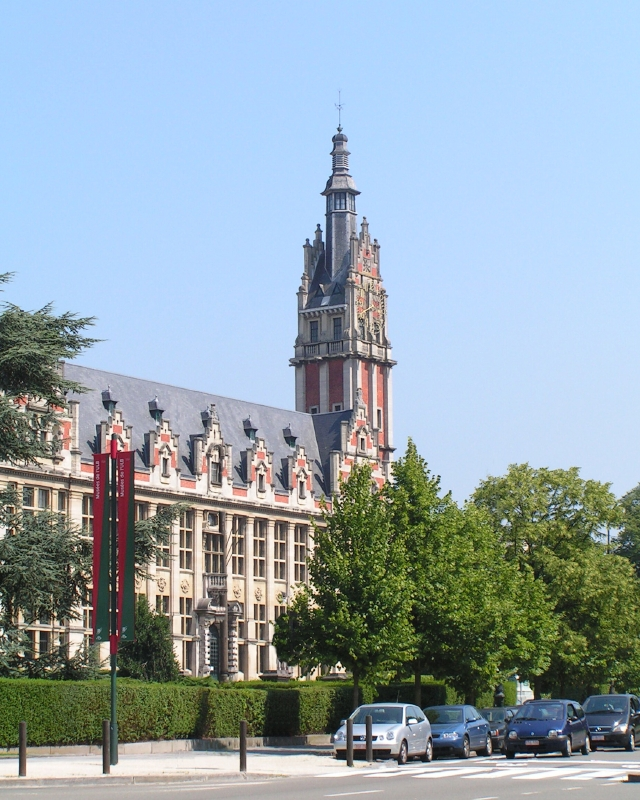
Het gebouw

De Université libre de Bruxelles (ULB) is een Belgische universiteit gesticht in 1834. Een van de voorvechters van de universiteit was de Brusselse advocaat en politicus Pierre-Théodore Verhaegen maar het idee leefde al eerder bij mensen zoals Auguste Baron en Adolphe Quételet. Op het ogenblik van de stichting bestonden er in het toenmalige België reeds drie rijksuniversiteiten: koning Willem I had deze in 1817 te Leuven, Gent en Luik laten stichten.
De oprichting van de ULB was echter een rechtstreekse reactie tegen de nieuwe Katholieke Universiteit van Mechelen, zoals opgericht door de bisschoppen van het jonge België (wat dus eveneens het begin werd van de Katholieke Universiteit te Leuven een jaar later).
Tot 1969-1970 was de universiteit tweetalig (de eerste lessen in het Nederlands werden in 1935 gegeven aan de faculteit Rechtsgeleerdheid).
De Brusselse universiteit werd in 1968 opgesplitst in een Franstalige en een Nederlandstalige administratie. In 1970 werd de oorspronkelijke Université libre de Bruxelles - Vrije Universiteit te Brussel ontbonden en vervangen door de Nederlandstalige Vrije Universiteit Brussel (VUB) en de Franstalige ULB.
Alumni van de oorspronkelijke Vrije Universiteit ontvingen twee Nobelprijzen. Na de splitsing ontving de Université libre de Bruxelles drie Nobelprijzen.

## Begin
Op 24 juni 1834 hield Verhaegen een opmerkelijk pleidooi op het banket van de loge waar hij op dat moment achtbare meester van was, Les Amis Philanthropes nº 1 Bruxelles. Zijn redevoering had zoveel succes dat op die dag reeds inzamelingen begonnen en de universiteit reeds op 20 november van datzelfde jaar van start kon gaan met het eerste academische jaar. Er waren 36 professoren en 96 studenten. De ULB heette oorspronkelijk Université libre de Belgique. In 1836 kreeg zij haar definitieve benaming: Université libre de Bruxelles. In Nederlands werd de universiteit vanaf 1911 officieel 'Vrije Hogeschool te Brussel' genoemd, en later Vrije Universiteit te Brussel.
Bij de eeuwwisseling waren er reeds meer dan duizend studenten en het professorenkorps was meer dan verdubbeld.

## Liberaal
De oorspronkelijke doelstelling tot de stichting van de ULB was het stichten van een universiteit gebaseerd op de vrijheid van mening, dit in tegenstelling tot de katholieke universiteit. Het vrij onderzoek op filosofisch, intellectueel en moreel gebied stond hoog in het vaandel geschreven. Verhaegen was niet ongodsdienstig, maar wel fel antiklerikaal. In essentie liberaal, ging de ULB in de loop der 19e eeuw geconfronteerd worden met allerlei gauchistische gedachtegoeden: spiritualisten van Krause, transformisten, positivisten, proudhonisme en marxisme, anarchisme van de gebroeders Reclus.

## Brussel
De stad Brussel steunde volop de jonge universiteit: 25 van de 31 gemeenteraadsleden waren beheerders van de universiteit. De stichtingsvergadering van de universiteit had plaats in de Gotische Zaal van het stadhuis. Vanaf de stichting tot 1870 was deze zaal de jaarlijkse ceremonieplaats bij de opening van het academische jaar van de ULB.

## Campus
De eerste colleges werden gehouden in het Paleis van Karel van Lotharingen in de Museumstraat. Het gebouw werd ter beschikking gesteld door de stad Brussel, maar werd in 1842 aangekocht door de staat. De ULB verhuisde naar de Stuiversstraat in het gewezen paleis van kardinaal Granvelle. Na verloop van tijd werd dit gebouw te klein.
Na de sluiting tijdens de Eerste Wereldoorlog verhuisde de ULB naar Solbosch. Hiervoor werd geput uit de middelen die de Belgian American Educational Foundation, voorgezeten door Herbert Hoover, ter beschikking stelde van de Belgische universiteiten. In 1922 werd het Gebouw U van de wetenschapsfaculteit in gebruik genomen, ontworpen door Eugène François (1870-1957). De faculteiten rechten en letteren namen in 1928 hun intrek in het historiserende Gebouw A aan de Natiënlaan (huidige Franklin Rooseveltlaan). Deze Campus Solbosch kende doorheen de 20e eeuw een intense bouwactiviteit en is momenteel nog steeds de voornaamste campus van de ULB. De administratie en de algemene diensten zijn er gehuisvest, naast een groot aantal faculteiten.
Na 1960 breidt de ULB uit naar de Campus de la Plaine, gelegen op minder dan een kilometer van Solbosch. Een gedeelte van het domein werd na de afsplitsing als campus toegewezen aan de Nederlandstalige VUB en gekend onder de naam Campus Etterbeek. Hier worden gebouwen opgericht voor de wetenschappelijke faculteiten. Ook het aan de ULB verbonden Institut d'architecture Victor Horta bevindt zich er.
Het universitair ziekenhuis Erasmus werd in 1970 in Anderlecht, in het overwegend Nederlandstalige gehucht Neerpede, opgericht. Daar is de medische Campus Erasmus van de ULB dan ook te vinden.

## Musea
De universiteit beheert verschillende museums. Voorbeelden zijn:
- Centrum voor Onderzoek en Technologische Studies van de Plastische Kunsten
- Museum voor Geneeskunde
- Museum voor Dierkunde Auguste Lameere
- Museum voor Menselijke Anatomie en Embryologie
- Ecomuseum van de Viroin
- Experimentarium
- Botanische tuin Jean Massart
- Museum-Bibliotheek Michel de Ghelderode
- Museum van Geneeskrachtige Planten en Farmacie
- Allende-zaal
- Mineralogiemuseum

## Bestuur

### Raad van bestuur
Voorzitters van de raad van bestuur:
- 1907-1916: Willem Rommelaere
- 1916-1924: Paul Héger
- 1924-1928: Maurice Vauthier
- 1928-1933: Jean Servais
- 1933-1934: René Marcq
- 1934-1940: Paul Hymans
- 1940-1941: Lucien Graux
- 1941-1952: Charles Frerichs
- 1952-1958: Paul De Groote
- 1958-1968: Félix Leblanc
- 1968-1968: Jean Baugniet
- 1968-1971: Henri Simonet
- 1972-1973: Henri Lemaire
- 1973-1982: André Jaumotte
- 1982-1986: André Degroeve
- 1986-1995: Hervé Hasquin
- 1995-2003: Robert Tollet
- 2003-2011: Jean-Louis Vanherweghem
- 2011-2014: Alain Delchambre
- 2014-2016: Eric De Keuleneer
- 2016-2024: Pierre Gurdjian
- 2024-heden: Bernard De Cannière

## Bekende alumni
- Jan Van Rijswijck, Antwerps advocaat, journalist en politicus voor de Liberale Partij. 1876
- César De Paepe, Oostends arts, socioloog, vrijzinnige en socialistisch politicus en pioniers van het Belgische socialisme. 1872
- Anton Bergmann, Liers schrijver en advocaat. 1858
- August Vermeylen, Brussels Vlaamsgezind politicus voor de BWP, kunsthistoricus, letterkundige, hoogleraar en schrijver. 1899
- Lodewijk de Raet, Brussels econoom, ambtenaar en politicus. Hij speelde een prominente rol in de Vlaamse Beweging en zette zich in voor de vernederlandsing van de Rijksuniversiteit van Gent.
- Marianne Bertrand, econoom. 1970